# Academia de Guerra Naval (Chile)

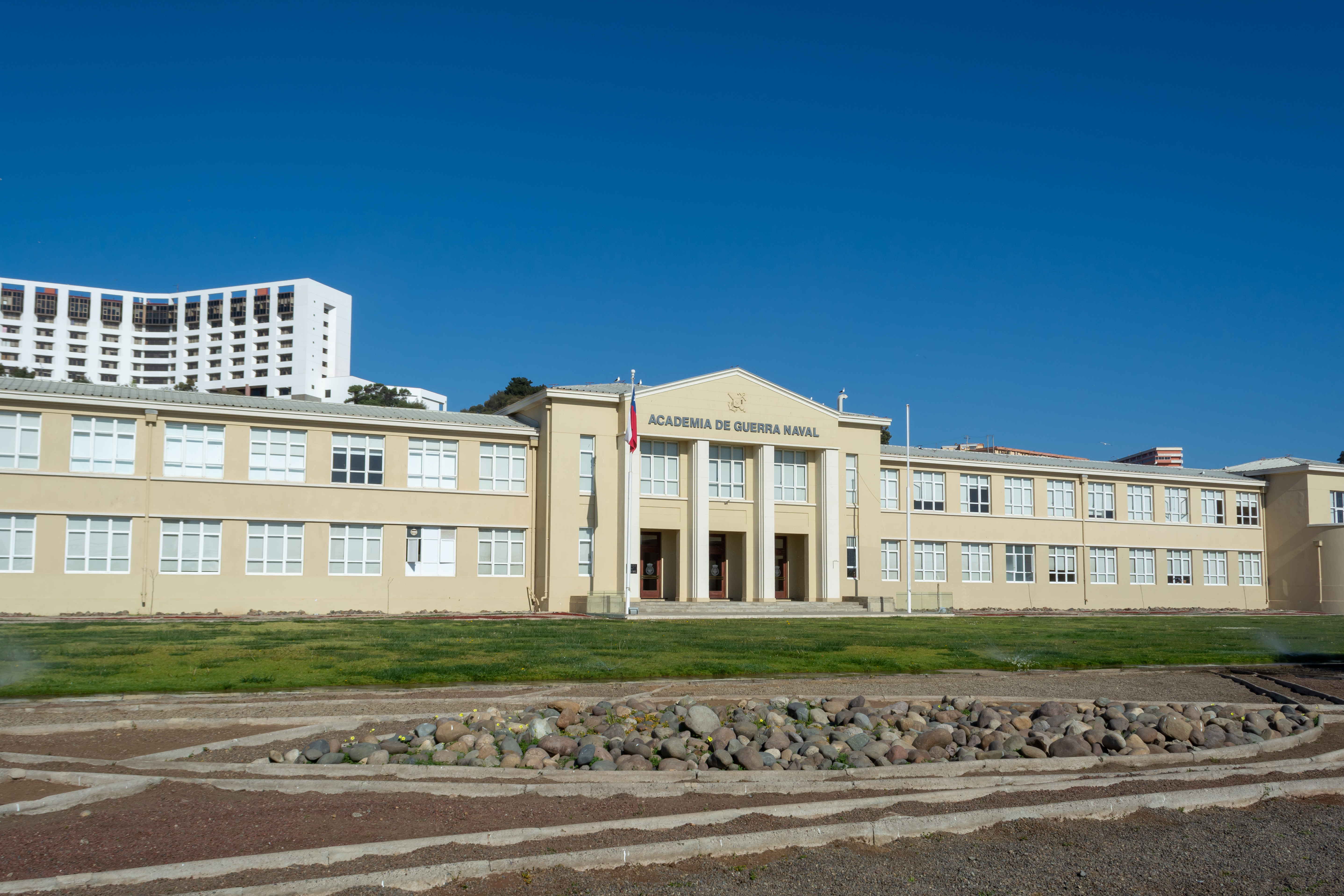
Edificio de la Academia de Guerra Naval, en Viña del Mar.

La Academia de Guerra Naval es el plantel superior de la Armada de Chile, fundado en 1911, que imparte el Magíster en Gestión y Conducción Marítima a Oficiales del escalafón del Litoral para el desempeño en cargos de alto nivel como Capitanes de Puertos y Gobernadores Marítimos. También, el curso de Estado Mayor a oficiales de la Armada de Chile, oficiales navales extranjeros y de otras ramas de la defensa, para que puedan desempeñarse en el más alto nivel institucional. Además, imparte otros cursos de maestrías y diplomados según los requerimientos de la misma institución.

## Misión
Desarrollar las actividades educacionales de posgrado en la institución, en el campo de la docencia e investigación de las ciencias y artes militares en el nivel de conducción operacional y estratégico en lo general, navales y marítimas en lo particular, así como en las ciencias sociales y económicas relacionadas con las anteriores y aquellas destinadas a perfeccionar las competencias profesionales de los oficiales alumnos, con el propósito de preparar a los futuros asesores y conductores para asumir las más altas responsabilidades institucionales y conjuntas.

## Historia
La Academia de Guerra Naval fue fundada el 9 de octubre de 1911. Al momento de fundarse sólo existían en el mundo tres institutos similares, en Estados Unidos, Gran Bretaña y Francia, creados en 1884, 1901 y 1910, respectivamente. Fue la primera en Iberoamérica y a comienzos de 2014 la segunda más antigua en el mundo.
Inicialmente funcionó en Valparaíso en dependencias de la Escuela Naval en Playa Ancha, paseo 21 de mayo. Desde 1928 hasta 1933 funcionó en Santiago en la Academia de Guerra del Ejército en calle Alameda. Entre los años 1934 y 1944 volvió a funcionar en Valparaíso esta vez en el edificio de la Dirección General de la Armada en calle Prat. Los años 1945 y 1946 regresó a Santiago funcionando en un edificio en la calle Londres. En 1947 regresó definitivamente a Valparaíso; desde 1947 hasta 1960 estuvo en un edificio en la calle Almirante Señoret, después entre los años 1960 y 2012 se instaló en el edificio de Mecánicos de Máquinas en Playa Ancha y desde el año 2012 funciona en el excelente edificio de la ex Escuela de Armamentos de la Armada en Las Salinas, Viña del Mar.

## Docencia
La Academia imparte dos tipos de cursos: para residentes y de e-learning, para no-residentes. Los cursos Residentes son:  Magíster en gestión y conducción marítima, de estado mayor, de informaciones de estado mayor, magíster en gestión de organizaciones, magíster en dirección estratégica y diplomado de postgrado de alta dirección.
A contar de 1990 la Ley Orgánica Constitucional de Enseñanza N.º 18.962 y posteriormente el D.F.L. N.º 2 del 2 de julio de 2010, le han reconocido la calidad de instituto de educación superior, facultándola para otorgar, además de títulos profesionales, toda clase de grados académicos. En especial, los grados de licenciado, magíster y doctor en los ámbitos inherentes a sus respectivos quehaceres profesionales.
Consecuente con lo anterior, la Academia ha realizado Programas de Diplomado y Magíster en Ciencia Política Integrada, abiertos a la comunidad académica institucional, extra institucional y civil. En el año 2014 impartía el Magíster en Ciencias Navales y Marítimas, el Magíster en Gestión de Organizaciones, el Magíster en Dirección Estratégica y el Diplomado de Postgrado en Alta Dirección.